# 통일전망대 (라디오 프로그램)
통일전망대는 KBS 한민족방송(AM 972, 6015, 1170kHz)에서 방송되는 라디오 프로그램이다. 진행자는 김은성 아나운서이며, 방송시간은 월~토요일 밤 10시 10분부터 밤 11시까지이다.

## 코너소개
- 전망대 브리핑 with 장용훈 (월-금) : 국내외 남북관련 주요뉴스를 정리하는 시간
- 뉴스 따라잡기, 대한민국은 지금 with 박정호 (월-금)
- 세계의 창 with 이장훈 (월-토)
- 한류, 통일의 바람 with 배국남 (월요일)
- 헬로우 사이언스 with 김영대 (화요일)
- 스포츠 인사이드 with 이성필 (수요일)
- 장용훈의 '한반도 톡(Talk)' with 장용훈 (금요일)
- 통일 시대를 준비하는 사람들 with 동예원 (금요일)
- 키워드로 본 '트렌드 리포트' with 김형기, 조아영 (토요일)
- 귀로 듣는 K-드라마와 영화 with 장진리 (토요일)